# Jamaica en el Campeonato Mundial de Atletismo de 2013
Jamaica participó en el Campeonato Mundial de Atletismo de 2013 con una delegación de 45 atletas. Veintidós compitieron en los eventos masculinos y veintitrés en los femeninos.

## Bajas
La representación masculina tuvo las ausencias de Asafa Powell, quien falló un examen antidopaje realizado en el mes de julio, y también la de Yohan Blake, campeón mundial de los 100 m en Daegu 2011, por lesión.
Entre las mujeres, Sherone Simpson, medallista de plata en la carrera de relevos 4 x 100 m en Daegu 2011, y Veronica Campbell, quien aportó una presea dorada y dos de plata en ese mismo evento, tampoco tomaron parte por haber fallado un examen antidopaje.

## Medallistas
Usain Bolt y Shelly-Ann Fraser-Pryce aportaron las seis medallas de oro para Jamaica. Mientras que Fraser-Pryce se convirtió en la primera mujer que lograba triunfar en las pruebas de velocidad de 100 m, 200 m y 4 x 100 m, en la historia del campeonato, Bolt se agenció por segunda ocasión las tres victorias, como lo había hecho en el 2009. De hecho, el país caribeño se ubicó en el tercer puesto de la tabla general de medallas, por lo que es el segundo mejor desempeño en campeonatos del mundo, siendo el mejor, precisamente, el del 2009.

## Lista de atletas y resultados individuales
| Atleta                  | Prueba                   | Resultado |
| Hombres                 | Hombres                  | Hombres |
| ----------------------- | ------------------------ | --- |
| Nickel Ashmeade         | 100 m, 200 m y 4 x 100 m | 100 m: Final, 5° puesto (9,98 s); 200 m: Final, 4° puesto (20,05 s); 4 x 100 m: Medalla de oro (37,36 s).                              |
| Oshaine Bailey          | 4 x 100 m                | Participación en la ronda preliminar.                                                                                                  |
| Kemar Bailey-Cole       | 100 m y 4 x 100 m        | 100 m: Final, 4° puesto (9,98 s); 4 x 100 m: Medalla de oro (37,36 s).                                                                 |
| Javere Bell             | 400 m y 4 x 400 m        | 400: Semifinal, 17° puesto en la clasificación general (45,77 s).                                                                      |
| Usain Bolt              | 100 m, 200 m y 4 x 100 m | 100 m: Medalla de oro (9,77 s); 200 m: Medalla de oro (19,66 s); 4 x 100 m: Medalla de oro (37,36 s).                                  |
| Raymond Brown           | Lanzamiento de peso      | — |
| Nesta Carter            | 100 m y 4 x 100 m        | 100 m: Medalla de bronce (9,95 s); 4 x 100 m: Medalla de oro (37,36 s).                                                                |
| Damar Forbes            | Salto de longitud        | Final: 8° puesto (8,02 m). |
| Javon Francis           | 400 m y 4 x 400 m        | 400 m: Semifinal, 15° puesto en la clasificación general (45,62 s); 4 x 400: Medalla de plata (2:59,88).                               |
| Akheem Gauntlett        | 4 x 400 m                | — |
| Leford Green            | 400 m vallas             | Semifinales: 10° puesto en la clasificación general (48,88 s).                                                                         |
| Omar Johnson            | 400 m y 4 x 400 m        | 400 m: Semifinal, 18.º puesto en la clasificación general (45,89 s); 4 x 400: Medalla de plata (2:59,88).                              |
| Jason Livermore         | 200 m y 4 x 100 m        | 200 m: Semifinal, 12° puesto en la clasificación general (20,46 s).                                                                    |
| Rusheen McDonald        | 4 x 400 m                | Medalla de plata (2:59,88). |
| Hansel Parchment        | 110 m vallas             | Semifinal: No terminó la carrera. |
| Isa Philips             | 400 m vallas             | Semifinales: 13° en la clasificación general (49,28 s).                                                                                |
| O'Dayne Richards        | Lanzamiento de peso      | Ronda preliminar: 20° puesto en la clasificación general (19,08 m).                                                                    |
| Andrew Riley            | 110 m vallas             | Final: 8.º puesto (13,51 s). |
| Edino Steele            | 4 x 400 m                | Medalla de plata (2:59,88). |
| Dwight Thomas           | 110 m vallas             | Sin marca. |
| Warren Weir             | 200 m                    | 200 m: Medalla de plata (19,79 s); 4 x 100 m: Participación en la ronda preliminar.                                                    |
| Annsert Whyte           | 400 m vallas             | Semifinales: 11° puesto en la clasificación general (49,17 s.)                                                                         |
| Mujeres                 |                          | |
| Andrea Bliss            | 100 m vallas             | Semifinales: 13.ª en la clasificación general (12,92 s).                                                                               |
| Sheri-Ann Brooks        | 100 m y 4 x 100 m        | 100: Semifinales, 19° puesto en la clasificación general (11,40 s); 4 x 100 m: Participación en la ronda preliminar.                   |
| Schillonie Calvert      | 100 m y 4 x 100 m        | 100 m: Semifinales, 12° puesto en la clasificación general (11,28 s); 4 x 100 m: Medalla de oro (41,29 s).                             |
| Christine Day           | 4 x 400 m                | Equipo descalificado en ronda preliminar.                                                                                              |
| Danielle Dowie          | 400 m vallas             | Ronda previa a semifinales: 22° puesto de la clasificación general (57,03 s).                                                          |
| Shelly-Ann Fraser-Pryce | 100 m, 200 m y 4 x 100 m | 100 m: Medalla de oro (10,71 s); 200 m: Medalla de oro (22,17 s); Medalla de oro (41,29 s).                                            |
| Natoya Goule            | 800 m                    | Ronda previa a semifinales: 18.º puesto en la clasificación general (2:00,93).                                                         |
| Patricia Hall           | 200 m, 400 m y 4 x 400 m | 200 m: Semifinal 22° puesto en la clasificación general (23,26 s); 400 m: Semifinal, 24° puesto de la clasificación general (52,62 s). |
| Anastasia Le-Roy        | 4 x 400 m                | Equipo descalificado en ronda preliminar.                                                                                              |
| Anneisha McLaughlin     | 200 m                    | Semifinal: 24° puesto en la clasificación general (27,13 s).                                                                           |
| Stephanie McPherson     | 400 m y 4 x 400 m        | 400 m: 4° puesto en la final (49,99 s).                                                                                                |
| Natasha Morrison        | 4 x 100 m                | — |
| Carrie Russell          | 4 x 100 m                | Medalla de oro (41,29 s). |
| Francine Simpson        | Salto de longitud        | Ronda Preliminar: Sin marca. |
| Kaliese Spencer         | 400 m vallas y 4 x 400   | 400 m vallas: Ronda previa a semifinales: descalificada; 4 x 400 m: Equipo descalificado en ronda preliminar.                          |
| Kerron Stewart          | 100 m y 4 x 100 m        | 100 m: 5° puesto de la final; Medalla de oro (41,29 s).                                                                                |
| Ristananna Tracey       | 400 m vallas             | Semifinales: 12° puesto en la clasificación general (55,43 s).                                                                         |
| Rosemarie Whyte         | 4 x 400 m                | Equipo descalificado en ronda preliminar.                                                                                              |
| Danielle Williams       | 100 m vallas             | Semifinales: 20.ª en la clasificación general (13,13 s).                                                                               |
| Kimberly Williams       | Triple salto             | Final: 4° puesto (14,62 m). |
| Shermaine Williams      | 100 m vallas             | Semifinales: 14.ª en la clasificación general (12,93 s).                                                                               |
| Novlene Williams-Mills  | 400 m y 4 x 400 m        | 400 m: 8° puesto en la final (51,49 s).                                                                                                |
| Nickiesha Wilson        | 400 m vallas             | Final: 8° puesto (57,34 s). |